# 白波瀬海来
白波瀬 海来（しらはせ かいら、1997年9月27日 - ）は、日本のプロボディボーダー、グラビアアイドル、タレント、女優、女性モデル。
ローマ字表記は「SHIRAHASE KYRA」。千葉県出身。アーティストハウス・ピラミッド所属。

## 略歴・人物
フリーペーパー『千葉美少女図鑑』掲載をきっかけに芸能界入り。
2015年公開の映画『セシウムと少女』の主演に抜擢される。
2017年、主演映画『写真甲子園 0.5秒の夏』にて、第30回東京国際映画祭のレッドカーペットを歩く。
ちば国保イメージモデルを3年連続で務める。
ボディボーダーとしては、第54回NSA全日本サーフィン選手権（2019年）で「ボディーボードウィメン」2位入賞。
2019年、千葉県一宮海岸で溺れる男性サーファーを人命救助、警察に表彰される。
2020年9月30日、千葉県茂原一日警察署長を務め、多くのメディアに取り上げられた。
2021年2月14日よりYouTubeチャンネル『KYRAオフィシャル』を開設した。10月にJPBA KAMOGAWA PROで7位になり、ボディボードのプロ資格を獲得。
2022年8月、GMOアダムが主催する日本グラビアクイーンコンテストにエントリー。
2023年8月にはモルディブで行われたボディボードの世界大会に日本代表として初出場し17位となった。ポルトガルでの最終戦では自己最高の3位に入った。

## 出演

### 映画
- マンゴーと赤い車椅子（2015年、仲倉重郎監督）- 女子高生 役[20]
- セシウムと少女（2015年、才谷遼監督）- 主演・ミミ 役[2]
- 獅子仮面あうん（2015年、岡本英郎監督）- 佐藤麻衣果 役[21]
- TOO YOUNG TO DIE! 若くして死ぬ（2016年、宮藤官九郎監督）- デビ美 役[22]
- 写真甲子園 0.5秒の夏（2017年、菅原浩志監督）- 主演・山本さくら 役[23]

### テレビドラマ
- SHARK (2014年、日本テレビ) - 女子高生 役
- 魔法☆男子チェリーズ (2014年、テレビ朝日) - 女子高生 役
- 鉄道捜査官 (2015年、テレビ朝日) - 女子高生 役

### テレビ番組
- バラエティ番組『熱血BO-SO TV』（2009年、千葉テレビ）
- 真夜中のおバカ騒ぎ(2019年、東京MX / 千葉テレビ)
- 房総ご当地キャラバン (2019年、ケーブルネット296) - 一宮町案内人
- バラいろダンディ（2021 - 2022年、東京MX）- 月曜レギュラー[24]
- タモリ倶楽部（2021年8月27日、テレビ朝日）
- 彼女とデートなう（2021年9月12日、テレビ大阪）
- 全力坂（2022年、テレビ朝日）
- バゲット（2023年3月7日、日本テレビ）

### ウェブ配信
- くっきー！の美女バンジーが好物だわよ（2021年4月14日、auスマートパス）[25]
- ヒロミ・指原の“恋のお世話始めました”（2023年3月9日[26] 、8月3日[27]、ABEMA）

### モデル
- 『千葉美少女図鑑』vol.3モデル（2008年）[28]
- Win イメージガールポスター（2010年）
- 全国美少女図鑑ベスト4（2011年）
- ちば国民健康保険イメージモデル（2013 - 2015年）[29]
- 工務店『クレヴァーの家』（2018年）
- カレンダー『2020年カレンダー千葉県警察』7月モデル
- 一日警察署長（2020年9月30日、千葉県茂原署）[11][13]

### 雑誌
- ファッション雑誌『UN』（2013年）モデル
- ボディボード雑誌『STOKED』～四国旅～（2018年）
- チバコトラボ 千葉ペリエ千葉編集部×枻出版（2019年）
- 週刊FLASH 光文社（2020年7月14日）グラビア[30]
- 週刊プレイボーイ 集英社（2020年8月3日）グラビア[31]
- 週刊ヤングジャンプ 集英社（2020年10月15日）巻末グラビア[32][33]
- ヤングチャンピオン 秋田書店（2020年1月26日）センターグラビア[34][35]
- 週刊SPA!(スパ) 扶桑社（2021年2月9日）[36]
- SENSE（2021年3月）黒い恋人
- Safari 日乃出出版（2021年6月）美女アスリートとデニム[37]

### Webマガジン
- WAVAL『これから始めるHow toボディボード初心者編 – 楽しさや道具の選び方』（2021年4月）[38]
- 学生新聞『白波瀬海来 もっと様々な場で自分を表現していきたい』（2021年4月）[39]

### ライダー
- 『波乗不動産』TEAMライダー契約
- ROXY JAPAN

### パチンコ
- リング ～バースデイ呪いの始まり～（2019年）- 図柄8カイラ女子高生 役

## 作品

### イメージDVD
- 1st Impact かいらの日焼け跡（2020年11月25日、エアーコントロール）[40]
- KYRA流デート（2021年5月21日、竹書房）[41]
- Luster（2021年12月24日、リバプール）[42]
- 日焼けボディに触れてみて（2022年6月24日、竹書房）[43]
- カイラボディ 〜日焼け跡の誘惑〜（2022年9月28日、スパイスビジュアル）[44]
- あなたに見せたい日焼け跡（2023年1月27日、竹書房）[45]
- 肉体美、小麦色、美少女（2023年5月23日、エアーコントロール）[46]
- Sweet Black Angel（2023年8月20日、ラインコミュニケーションズ）[47]
- 美味しいカフェラテ（2023年12月22日、竹書房）[48]
- 海が好きだけどあなたも好き（2024年3月22日、竹書房）[49]
- 恋人はボディボーダー（2024年6月26日、スパイスビジュアル）[50]
- 志田下ビーチブレイク（2024年9月24日、エアーコントロール）[51]
- 日焼けで火照ったカラダ（2024年12月20日、竹書房）[52]
- 小麦色の天使（2025年3月26日、スパイスビジュアル）[53]
- ボクの彼女のバグった距離感（2025年7月22日、エアーコントロール）[54]

## 出版

### 写真集
- かいら。（2023年3月15日、双葉社、撮影：中山雅文）ISBN 978-4575317831[55]

### デジタル写真集
- サーフの恋人（2020年6月1日、小学館［週刊ポストデジタル写真集］、撮影：中山雅文）[56]
- 最高潮ビキニ（2020年8月28日、光文社［FLASHデジタル写真集］、撮影：LUCKMAN）[57]
- 潮騒に抱かれて（2022年4月18日、小学館［週刊ポストデジタル写真集］、撮影：藤本和典）[58]
- ピラミッドGALS セクシー四重奏（2022年4月18日、小学館［週刊ポストデジタル写真集］、撮影：藤本和典）共演：野田すみれ、東堂とも、小森あきほ[59]
- 波が来た（2022年7月11日、講談社［週刊現代デジタル写真集］］、撮影：鈴木ゴータ）[60]
- Luster（2022年9月1日、リバプール［アイドルニッポン］）
- ウェットスーツを脱ぎ捨てて（2023年2月10日、小学館［週刊ポストデジタル写真集］、撮影：熊谷貫）[61]
- 波間の天使をつかまえて（2024年12月23日、ドラゴンフライブック［idolpost］）

### カレンダー
- 白波瀬海来 2024年カレンダー（2023年10月14日、トライエックス）[62]
- 白波瀬海来 2025年カレンダー（2024年11月16日、トライエックス）[63][64]